# Buchivacoa
Buchivacoa est l'une des 25 municipalités de l'État de Falcón au Venezuela. Son chef-lieu est Capatárida. En 2011, la population s'élève à 22 897 habitants.

## Géographie

### Subdivisions
La municipalité est divisée en six paroisses civiles avec chacune à sa tête une capitale (entre parenthèses) :
- Bariro (Bariro) ;
- Borojó (Borojó) ;
- Capatárida (Capatárida) ;
- Guajiro (Guajiro) ;
- Seque (San José de Seque) ;
- Zazárida (Zazárida).